# Dishnica
Dishnica falu Albánia délkeleti részén, a Korçai-medence keleti peremén, a Morava-hegység lábánál, Korça városától légvonalban és közúton egyaránt 5 kilométerre északkeleti irányban. Korça megyén és Korça községen belül Qendër Bulgarec alközség települése.

## Fekvése
A falu a Korçai-medence keleti peremén fekszik, 859 méteres tengerszint feletti magasságban. Keletről a Morava-hegységből érkező Dishnica-patak völgyszája nyílik a falura, délről a Vár-hegy (Maja e Kalasë, 1248 m) határolja. A település nyugati határában halad el a Tiranát Elbasanon és Korçán keresztül a bilishti határátkelővel összekötő SH3-as jelű főút.

## Történelme és nevezetességei
A falu helyén már az újkőkorban a maliqi kultúrához tartozó nyílt település állt. Az ókor kései szakaszában a település mellett emelkedő hegyen ovális alaprajzú, mintegy 0,5 hektár területű vár épült, amelynek műemléki védelmet élvező romjai ma is láthatóak.
A település szülötte a kommunista éra két jelentős politikusa: Ymer Dishnica (1912–1998) és Rita Marko (1920–2018).